# Gaius Coelius Caldus (Konsul 94 v. Chr.)
Gaius Coelius Caldus war ein Politiker der ausgehenden römischen Republik.
Er durchlief als erster seines Familienzweigs (Homo novus) die Ämterlaufbahn (Cursus honorum). 107 v. Chr. war er Volkstribun; als Volkstribun setzte er die lex tabellaria durch; danach hatte die Abstimmung bei Hochverratsprozessen mit Stimmtäfelchen zu erfolgen und nicht durch Handzeichen. Vermutlich 99 v. Chr. war er Prätor und in diesem Amt (auch noch im folgenden Jahr als Proprätor) Statthalter der Provinz Hispania citerior. 94 v. Chr. wurde er Konsul. In den folgenden Jahren (bis etwa 87 v. Chr.) war er wohl Statthalter der beiden gallischen Provinzen.